# بوبي كاسيدي
بوبي كاسيدي (بالإنجليزية: Bobby Cassidy)‏ (1944 - ) هو ملاكم أمريكي.

## روابط خارجية
- بوبي كاسيدي على موقع IMDb (الإنجليزية)
- بوبي كاسيدي على موقع قاعدة بيانات الفيلم (الإنجليزية)